# Batalla de Castellón
La batalla de Castellón (en valenciano: batalla de Castelló) fue una batalla librada entre liberales y carlistas durante la primera guerra carlista, cuyo resultado fue la victoria liberal.

## Contexto
La expedición real, organizada por Sebastián Gabriel de Borbón y Braganza, tenía como finalidad llegar a Madrid con el pretendiente al trono de España, Carlos María Isidro de Borbón, desde el norte, cruzando la península con las mejores tropas del ejército carlista. El 20 de mayo cruzaron el río Aragón, llegando a Huesca al día siguiente, donde vencieron a las tropas liberales del general Miguel María Iribarren, quien murió poco después. El día 27 llegaron a Barbastro, donde derrotaron a las fuerzas del general Marcelino Oráa el 2 de junio. Este volvió a perseguirlos durante el cruce del Cinca, donde la artillería cristina los atacó con dureza, y fueron derrotados en la batalla de Gra. Tras haber despejado el camino al derrotar a Cayetano Carlos María Borso di Carminati en la batalla de Cherta, Ramón Cabrera pudo cruzar el Ebro por Cherta al mediodía del 29 de junio de 1837. Allí se reunieron con Cabrera y siguieron su camino hacia Madrid.

## La batalla
Con 22.000 hombres, el 4 de julio partía don Carlos desde San Mateo, defendida por 4.000 hombres encabezados por Antonio Buil y Raso, a los que se unió un batallón de Saboya enviado por Borso di Carminati, llegado por mar. Los carlistas atacaron Castellón el 8 de julio, pero, al no poder tomar la villa, se retiraron al día siguiente en dirección a la Huerta de Valencia.

## Consecuencias
Después de la derrota en Castellón, continuaron hasta Valencia, siendo derrotados en la batalla de Chiva, pero tras obtener una brillante victoria sobre un ejército isabelino, la expedición se dirigió al Maestrazgo para unirse con las tropas de Cabrera, y continuó sin encontrar grandes obstáculos hasta las puertas de Madrid. Los carlistas no realizaron ningún intento de ocupar la capital, iniciando la retirada hacia los territorios desde donde habían partido. La resistencia de la ciudad al ataque carlista le valió el reconocimiento como noble y leal.